# العلاقات الصومالية المالطية
العلاقات الصومالية المالطية هي العلاقات الثنائية التي تجمع بين الصومال ومالطا.

## مقارنة بين البلدين
هذه مقارنة عامة ومرجعية للدولتين:
| وجه المقارنة                                              | الصومال                        | مالطا                                                     |
| --------------------------------------------------------- | ------------------------------ | --------------------------------------------------------- |
| المساحة (كم2)                                             | 637.66 ألف                     | 316                                                       |
| عدد السكان (نسمة)                                         | 14.74 مليون                    | 465.29 ألف                                                |
| الكثافة السكانية (ن./كم²)                                 | 23.12                          | 147.24 ألف                                                |
| العاصمة                                                   | مقديشو                         | فاليتا                                                    |
| اللغة الرسمية                                             | اللغة الصومالية، اللغة العربية | اللغة المالطية، لغة إنجليزية                              |
| العملة                                                    | شلن صومالي                     | يورو، ليرة مالطية                                         |
| الناتج المحلي الإجمالي (بليون دولار)                      | 7.37 مليار                     | 12.54 مليار                                               |
| الناتج المحلي الإجمالي (تعادل القوة الشرائية) بليون دولار |                                | 14.68 مليار                                               |
| الناتج المحلي الإجمالي الاسمي للفرد دولار أمريكي          | 549                            | 22.60 ألف                                                 |
| الناتج المحلي الإجمالي للفرد دولار أمريكي                 |                                |                                                           |
| مؤشر التنمية البشرية                                      |                                | 0.839                                                     |
| رمز المكالمات الدولي                                      | +252                           | +356                                                      |
| رمز الإنترنت                                              | .so                            | .mt                                                       |
| المنطقة الزمنية                                           | ت ع م+03:00                    | توقيت وسط أوروبا، ت ع م+01:00، ت ع م+02:00، أوروبا/مالطا ‏ |

## منظمات دولية مشتركة
يشترك البلدان في عضوية مجموعة من المنظمات الدولية، منها:
| علم المنظمة | اسم المنظمة                               | تاريخ انضمام الصومال | تاريخ انضمام مالطا |
| ----------- | ----------------------------------------- | -------------------- | ------------------ |
|             | يونسكو                                    | 15 نوفمبر 1960       | 10 فبراير 1965     |
|             | الأمم المتحدة                             | 20 سبتمبر 1960       | 1 ديسمبر 1964      |
|             | الفريق المعني برصد الأرض                  | ?                    | ?                  |
|             | الاتحاد البريدي العالمي                   | ?                    | ?                  |
|             | البنك الدولي للإنشاء والتعمير             | 31 أغسطس 1962        | 26 سبتمبر 1983     |
|             | الاتحاد الدولي للاتصالات                  | 28 سبتمبر 1962       | 1965               |
|             | منظمة حظر الأسلحة الكيميائية              | ?                    | ?                  |
|             | مؤسسة التمويل الدولية                     | 31 أغسطس 1962        | 1 يونيو 2005       |
|             | المركز الدولي لتسوية المنازعات الاستشارية | 30 مارس 1968         | 3 ديسمبر 2003      |
|             | منظمة الشرطة الجنائية الدولية             | ?                    | ?                  |

## وصلات خارجية
- موقع وزارة الخارجية الصومالية
- موقع وزارة الخارجية المالطية